# Samuel Theis
Pour les articles homonymes, voir Theis.
Samuel Theis, né le 12 novembre 1978 à Creutzwald, est un acteur et réalisateur français.

## Biographie

### Jeunesse et formation
Samuel Theis, né à Creutzwald, grandit à Forbach, ville Lorraine frontalière avec l'Allemagne, avant de se tourner vers le théâtre. Il entre à l'École nationale supérieure des arts et techniques du théâtre en 2003 où il travaille notamment avec Christian Schiaretti (pour une adaptation de Coriolan de Shakespeare au TNP Villeurbanne en 2006), et Christophe Perton.
Il est Talent Cannes Adami en 2007 et joue avec Lolita Chammah dans le court-métrage Oui, peut-être de Marilyne Canto.

### Carrière
En 2008, Samuel Theis co-écrit et collabore à la mise en scène de Forbach, avec Marie Amachoukeli et Claire Burger. Le film est à la frontière entre documentaire et fiction, il s'inspire de l'histoire de la famille Theis dont les membres jouent leurs propres rôles. Le film obtient le grand prix national au festival de Clermont-Ferrand 2009, ainsi que le 2e prix au festival de Cannes 2008 (Cinéfondation).
Samuel Theis joue le critique Paulin dans Musée haut, musée bas, de Jean-Michel Ribes. Il est La Valette dans La Princesse de Montpensier un film de Bertrand Tavernier, avec Mélanie Thierry et Gaspard Ulliel dans les rôles principaux.
Dans la série Un village français de Frédéric Krivine et Philippe Triboit, Samuel Theis interprète le rôle de Kurt, un officier de la Wehrmacht.
En 2011, il met en scène au théâtre la pièce Juste la fin du monde,, de Jean-Luc Lagarce. Le spectacle remporte les prix SACD et Théâtre 13 Jeunes metteurs en scènes.
En 2012, il intègre l'atelier scénario de la Fémis à Paris.
Entre juin et septembre 2013, il tourne son premier long métrage, Party Girl dans l'est de la Moselle. Le film est co-réalisé avec Marie Amachoukeli et Claire Burger. L'ensemble des acteurs sont des non-professionnels habitant la Moselle et la Sarre. Le film s'inspire librement du personnage de sa mère. Party Girl fait l'ouverture de la sélection Un certain regard au festival de Cannes 2014. Il y remporte le prix d'ensemble à Un certain regard et la Caméra d'or.
Son deuxième long-métrage, Petite nature, est présenté en séance spéciale à la 60e Semaine de la critique à Cannes en 2021.
En 2025 sort son troisième film, Je le jure, qui suit le parcours d'un juré de cours d'assises.

## Accusation d'agression sexuelle
En juin 2023, alors qu'il réalise le film Je le jure, un machiniste l'accuse d'agression sexuelle après un pot de tournage alcoolisé. À sa demande, le technicien est autorisé par la production à quitter le tournage, ses cachets lui sont payés et une aide juridique proposée. Par ailleurs, d'autres membres de l'équipe mentionnent leur « souffrance » à devoir travailler dans ce contexte. La production met en place un protocole pour confiner le cinéaste qui accepte de travailler à distance, afin que le film se termine « quelle que soit l’issue judiciaire de cette affaire. On a cherché le plus petit dénominateur commun qui préserve chacun et n’entame ni la présomption d’innocence, ni la possibilité de la culpabilité : un safe space a été aménagé. »
Le technicien a porté plainte pour viol contre Samuel Theis. Ce dernier conteste une agression sexuelle et évoque une relation consentie, affirmant qu'ils ont « commencé à flirter durant la fête,. »
Le 4 juillet 2024, Samuel Theis est auditionné par la juge. À l’issue, il n’est pas mis en examen mais placé sous le statut de témoin assisté.

## Théâtre

### Comédien
- 2006 : Coriolan de Shakespeare, mise en scène Christian Schiaretti, TNP Villeurbanne
- 2008 : Hop là, nous vivons ! d'Ernst Toller, mise en scène Christophe Perton, Théâtre des Abbesses
- 2009 : Variations Lagarce, mise en scène Julie Brochen, TNS
- 2016 : Une vitalité désespérée, mise en scène Christophe Perton

### Metteur en scène
- 2011 : Juste la fin du monde de Jean-Luc Lagarce
  - Prix SACD
  - Prix Théâtre 13 Jeunes metteurs en scène

## Filmographie

### Réalisateur et scénariste

#### Longs métrages
- 2014 : Party Girl coréalisé avec Marie Amachoukeli et Claire Burger (Festival de Cannes 2014 : Prix d'ensemble de la sélection Un certain regard et Caméra d'or)
- 2021 : Petite Nature (Semaine de la Critique au Festival de Cannes 2021)
- 2025 : Je le jure

#### Court métrage
- 2008 : Forbach (collaboration au scénario et à la mise en scène)
  - Grand prix national du Festival de Clermont-Ferrand 2009
  - Deuxième prix de la Cinéfondation au Festival de Cannes 2008

### Acteur

#### Cinéma
- 2007 : Oui, peut-être de Marilyne Canto (court métrage) : lui
- 2008 : Forbach de Claire Burger (court métrage) : Samuel Koenig
- 2008 : Musée haut, musée bas de Jean-Michel Ribes : le critique de l'œuvre Karl Paulin
- 2010 : La Princesse de Montpensier de Bertrand Tavernier : La Valette
- 2010 : Belle salope de Philippe Roger (court-métrage) : le client à l'Alfa
- 2012 : Une nuit de Philippe Lefebvre : Arnaud, le dealeur au Banana Café
- 2013 : Joel & Jeanne de Katharina Rivilis (court-métrage) : Joël
- 2014 : Party Girl de Claire Burger, Marie Amachoukeli et Samuel Theis : lui-même
- 2015 : Nos futurs de Rémi Bezançon : le père de Yann
- 2018 : Un été viril de Laurent Lunetta (court-métrage) : Francis, le coach
- 2019 : Plein Ouest d'Alice Douard (court-métrage) : le père de Mathilde
- 2020 : Petite Nature de lui-même : Samuel, l'ami d'Adamski et Nora
- 2023 : Anatomie d'une chute de Justine Triet : Samuel Maleski
- 2024 : Langue étrangère de Claire Burger : le professeur d'allemand à Strasbourg

#### Télévision
- 2008 : Versailles, le rêve d'un roi de Thierry Binisti (téléfilm) : Louis XIV
- 2008 : Adresse inconnue de Clara Bourreau et Anne Viau (série télévisée), épisode 3 Lune de miel d'Antonio Olivares : Christophe Garaud
- 2009 : La Reine et le Cardinal de Marc Rivière (téléfilm) : Beaufort
- 2009 : L'Odyssée de l'amour de Thierry Binisti (téléfilm) : John
- 2009 : Joséphine, ange gardien (série télévisée), saison 12, épisode 7 Joséphine fait de la résistance de Jean-Marc Seban : Antoine Duroc
- 2009-2013 : Drôle de famille ! de Stéphane Clavier (série télévisée) : Matthieu
- 2009-2016 : Un village français de Frédéric Krivine et Philippe Triboit (série télévisée) : Kurt
- 2011 : Chez Maupassant (série télévisée), épisode Boule de Suif de Philippe Berenger : Le Capitaine français
- 2013 : Manon Lescaut de Gabriel Aghion (téléfilm) : Le Chevalier Des Grieux
- 2013 : Les Limiers d'Alain DesRochers, épisode 5 Prédateur (série télévisée) : Axel Gallien
- 2017 : Dix pour cent de Fanny Herrero, saison 2, épisode 4 Isabelle de Jeanne Herry (série télévisée) : Sacha Hartman
- 2018 : Fiertés de Philippe Faucon (mini-série) : Victor
- 2018 : Maman a tort de François Velle (mini-série) : Vasile
- 2019 : À l'intérieur de Vincent Lannoo (série télévisée) : Simon Eisenberg
- 2021 : La Petite Femelle de Philippe Faucon (téléfilm) : Bernard Krief
- 2023-2024 : De Grâce (mini-série) : Julien d'Entrecasteaux